# Прокопович, Казимир Цезаревич
Казимир Цезаревич Прокопович (24 июля 1905 — 14 марта 1953) — советский и польский военачальник, генерал-майор артиллерии (11 июля 1945), генерал бригады Народного Войска Польского (1945).

## Биография
Родом из богатой польской семьи. Окончил десятиклассную среднюю школу. В РККА с 1925 года, окончил в 1929 году Школу командиров артиллерии ПВО в Москве и курс командиров артиллерии в Евпатории. В 1938 году командовал дивизионом 8-го артиллерийского полка в Витебске.
29 июня 1938 года арестован НКВД, против него возбудили уголовное дело 8096-СН. Ему были предъявлены обвинения в преступлениях, предусмотренных следующими статьями Уголовного кодекса БССР:
- Статья 63, пункт 2 (равноценна 58-й статье УК РСФСР) — «измена Родине»[3][4]
- Статья 71 — «разрушение или повреждение с контрреволюционной целью железнодорожных или иных путей сообщения, средств народной связи, водопровода, общественных складов или иных сооружений»[3][4]
- Статья 72 — «антисоветская пропаганда или распространение антисоветской литературы»[3][4]
- Статья 76 — «организованная деятельность, направленная на подготовку к совершению контрреволюционных преступлений»[3][4]

Прокопович находился в тюрьме во время следствия, однако 9 февраля 1939 года был освобождён и полностью реабилитирован в связи с недостаточными доказательствами (статья 204).
В годы Великой Отечественной войны — командир артиллерии 3-й армии. В августе 1941 года Прокопович участвовал в обороне Киева от немцев и получил тяжёлые ранения в области шеи и ног. 
В 1944 году направлен в Народное Войско Польское и возглавил 1-ю дивизию ПВО, которой командовал до её расформирования 30 сентября 1945 года. 25 мая 1945 года произведён в генералы бригады решением Президиума Государственного народного совета ПНР. 
11 июля 1945 года присвоено воинское звание генерал-майор артиллерии. 
31 октября 1945 года покинул Польшу и вернулся в СССР.
Награждён Орденом Креста Грюнвальда III степени.
В отставке с 3 ноября 1951 года. 
Скончался 14 марта 1953 года на 48-м году жизни. Похоронен на 60а поле Лычаковского кладбища во Львове.

## Награды
СССР
- Орден Ленина (15.11.1950);
- Два ордена Красного Знамени (28.03.1945; 06.11.1945);
- Орден Отечественной войны 2-й степени (12.08.1943);
- Два ордена Красной Звезды (03.11.1944; 10.05.1944);
- Медаль «ХХ лет РККА» (22.02.1938);
- Медаль «За победу над Германией В Великой Отечественной войне 1941–1945 гг.» (09.05.1945);
- Медали СССР.

ПНР
- Орден Креста Грюнвальда III степени.